# Si Pitoeng

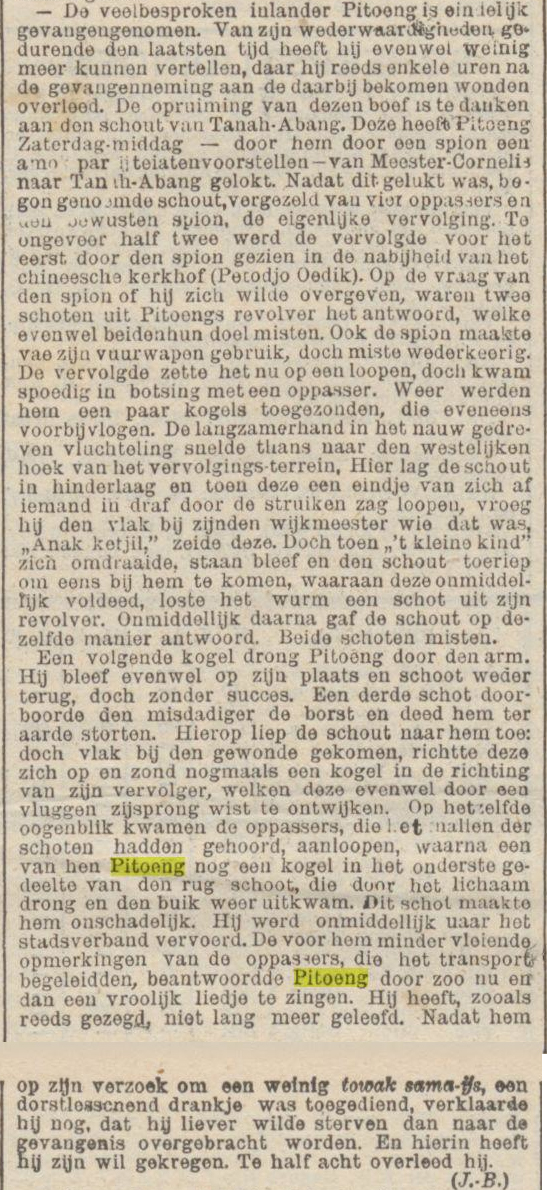
Kranten artikel uit De Tijd, 18-11-1893. Beschrijving van het gevecht tussen schout Hinne en Si Pitoeng en Pitoeng's dood.

Si Pitoeng (Indonesisch: Si Pitung) was volgens een legende een 19e-eeuwse inwoner van Jakarta. Hij wordt wel gezien als de Indonesische Robin Hood. Over hem zijn meerdere films gemaakt.
Si Pitoeng werd volgens legende in de wijk Marunda (Cilincing, Batavia) geboren. Als kind zou hij een ster in de lokale vechtsport Pencak silat zijn geweest. Met zijn vaardigheden zou hij van de rijken hebben gestolen om het aan de armen te geven.
Hij zou een magiër zijn geweest die zichzelf immuun had gemaakt tegen kogels. Schout (commissaris) Hinne, zijn aartvijand, zou hem alleen hebben kunnen doden door gouden kogels te gebruiken. In werkelijkheid werd schout Hinne door criminelen gerespecteerd en werd Hinne geacht immuun te zijn.
Rond 1900 maken veel lokale kranten regelmatig melding van diefstallen gepleegd door Si Pitoeng, de diefstallen veranderen later in een nationaal probleem. Het doelwit van de diefstallen waren vooral rijke Boeginezen, Chinezen en Arabieren. Het huis in Marunda wat volgens legende van Si Pitoen was, is gebouwd in de vroege 20e eeuw, en was bezit van een van Si Pitoengs slachtoffers, de Boeginees Syafiudi. Een boek met de titel Bangunan Cagar Budaya di Wilayah DKI Jakarta (historische gebouwen in Jakarta) vermeldt dat het gebouw gebouwd is in de beroemde architectonische Phinisi Bugis-stijl oftewel in de vorm van een traditioneel schip. De Nederlanders maakten lange tijd jacht op Si Pitoeng, onder aanvoering van de legendarische Indo-Europeaan schout A.W.V. Hinne (1852-1915). Uiteindelijk werd hij door Hinne in een hinderlaag gelokt en in een vuurgevecht gedood. Hij ligt begraven in een graftombe in de haven van Tanjung Priok.
Volgens het hoofd van de archeologie afdeling van het Stadsmuseum, Candrian Attahiyat, heeft Si Pitoeng echt bestaan. Echter, hij acht het waarschijnlijker dat het op een groep dieven gaat dan om een persoon. Sommigen vermoeden volgens haar dat het ging om zeven mensen, "Pitoe" betekent namelijk zeven in het Javaans.
In 2010 braken grote gevechten uit tussen politie en burgers toen het stadsbestuur besloot dat de tombe van Si Pitoeng verplaatst diende te worden.

## Schout Hinne

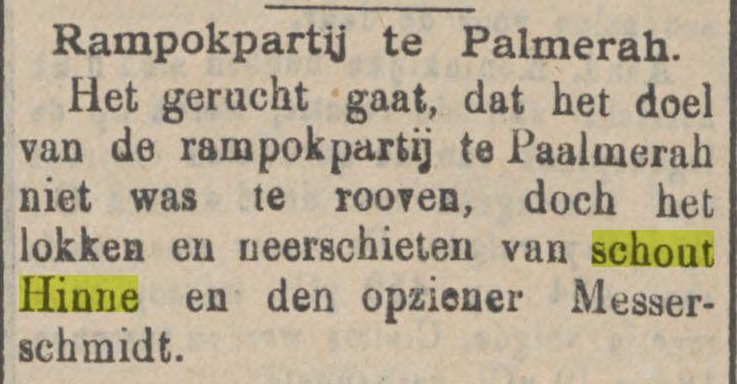
Vermoedelijke aanslag op schout Hinne

Dertig jaar lang zat schout Hinne bij de politie van Batavia. Gedurende zijn leven dook zijn naam vaak op bij de misdaadjournalistiek en op de Indische radio.
Tot zijn eerste triomfen behoorde de vangst van de piraat Medomo en de ontmaskering van de pseudo-Sultan Adil van Halmahera. Als onderschout schakelde hij de bandiet Si Pitoeng uit waarna hij in 1893 werd bevorderd tot schout. Vele triomfen volgden.
Hij bleek zo succesvol dat Bataviaase criminelen van plan waren geweest een aanslag op hem te plegen.
In 1911 werd Hinne bevorderd tot commissaris. On 1913 werd door het Bataviaasch Handelsblad een verhalenreeks gepubliceerd, Schetsen uit het leven van en Indischen Sherlock Holmes, waarvan het personage gebaseerd was op Hinne.Toen hij op een dag zijn mannen opdroeg hun pistolen schoon te maken schoot hij per ongeluk een collega dood. Als gevolg kreeg hij een zenuwinzinking en ging met pensioen. Niet veel later overleed hij.
Na zijn leven groeide hij nog meer uit tot een legende dankzij verschillende romans. De schrijver Jan Fabricius die de schout gekend zegt te hebben, beschrijft Hinne als een kleine brede bruine man, goedmoedig, kalm, scherpzinnig, doortastend en met een zeer stevige handdruk. Hij zou drie of vier inheemse talen hebben gesproken en hij gebruikte uitlopende en vindingrijke vermommingen.